# 아세틸화

살리실산은 아세틸화되어 아스피린을 생성한다.

아세틸화(영어: acetylation)는 아세트산과의 유기 에스터화 반응이다. 아세틸화는 아세틸기를 화합물에 도입하는 것이다. 아세틸화된 화합물을 아세테이트 에스터(영어: acetate ester) 또는 아세테이트(영어: acetate)라고 한다. 탈아세틸화(영어: deacetylation)는 화합물에서 아세틸기를 제거하는 아세틸화의 반대 반응이다.

## 유기 합성
아세트산 에스터 및 아세트아마이드는 일반적으로 아세틸화에 의해 제조된다. 아세틸화는 종종 프리델-크래프츠 반응에서 C-아세틸 결합을 만드는 데 사용된다. 탄소 음이온 및 그 등가물은 아세틸화가 되기 쉽다.

### 아세틸화 시약
다음의 세 가지 시약을 사용하여 많은 아세틸화가 이루어진다.
- 아세트산 무수물: 이 시약은 실험실에서 일반적인 시약이다. 아세트산 무수물을 사용하면 아세트산을 함께 생성한다.[3]
- 염화 아세틸: 이 시약은 실험실에서 흔히 볼 수 있지만, 이 시약을 사용하면 염화 수소를 함께 생성하여 바람직하지 않을 수 있다.[4]
- 케텐: 아세트산 무수물은 케텐과 아세트산의 반응에 의해 제조된다.[6]

H2C=C=O  +  CH3COOH  →  (CH3CO)2O   ΔH = −63 kJ/mol
이 시약은 실험실에서 일반적인 시약이다. 케텐을 사용하면 아세트산을 함께 생성한다. 아세틸화는 또한 싸이오아세트산의 에스터와 같이 친전자성이 덜한 시약을 사용하여 이루어질 수 있다.

## 셀룰로스의 아세틸화
셀룰로스는 폴리올이기 때문에 아세트산 무수물을 사용하여 행해지는 아세틸화에 민감하다. 아세틸화는 수소 결합을 방해하며, 그렇지 않으면 셀룰로스의 특성을 지배한다. 결과적으로 셀룰로스 에스터는 유기 용매에 용해되며 섬유 및 필름으로 주조될 수 있다.

## 명명법
IUPAC 명명법에서는 에탄오일화(영어: ethanoylation)라고 한다.

## 같이 보기
- 아세톡시기
- 아실화
- 아마이드
- 에스터
- 유기 합성